# Скобало, Иван Михайлович
Иван Михайлович Скоба́ло (укр. Іван Михайлович Скобало; 15 августа 1926, Янов (ныне пгт Ивано-Франково Яворовского района Львовской области Украина)) — украинский художник-монументалист.

## Биография
Начальное художественное образование получил во Львовском художественно-промышленном училище, в 1948—1954 года продолжил учебу во Львовском государственном институте прикладного и декоративного искусства, под руководством И. Бокшая и В. Манастырского. После окончания института остался на преподавательской работе в альма-матер.

## Творчество
Основные работы в жанре монументально-декоративного искусства и живописи. Портретист.
И. Скобало — соавтор панно «Дружба народов» в аванзале павильона ВДНХ УССР (1958). Среди его работ — монументальная стела, установленная в Корсунь-Шевченковском (1964), фриз в пассаже «Барвинок» (Львов, 1960), портреты «Гуцулка», «Дед и внук» (1961) и «Портрет сестры» (1967).